# سان كانتان فالافييه
سان كانتان فالافييه (بالفرنسية: Saint-Quentin-Fallavier)‏ هي إحدى بلديات إقليم إزار ويقع جنوب شرق فرنسا قرب مدينة ليون.